# Williams Lake
Williams Lake (en shuswap : Columetza) est une cité de la région de Cariboo située dans la province de la Colombie-Britannique au Canada. Elle est le siège du district régional de Cariboo.
Williams Lake est notamment renommée pour son rodéo : le Williams Lake Stampede qui se déroule chaque année durant une longue fin de semaine vers la fin juin ou le début juillet depuis 1919 (avec une interruption entre 1939 et 1947 à cause de la 2e guerre mondiale).

## Situation
La cité est située à l'ouest d'un petit lac d'environ cinq kilomètres de long : le lac Williams qui est près du croisement des routes provinciales 20 et 97 (cette portion de la 97 est également appelée Cariboo Highway, soit « la Route des Caribous »).

## Démographie
| 2001   | 2006   | 2011   | 2016   |
| ------ | ------ | ------ | ------ |
| 11 153 | 10 744 | 10 832 | 10 753 |